# レティシア (スペイン王妃)
レティシア・オルティス・ロカソラーノ（スペイン語: Letizia Ortiz Rocasolano、1972年9月15日 - ）は、スペイン国王フェリペ6世の妃。

## 経歴

### 出生、ジャーナリストとして
1972年9月15日、スペインのアストゥリアス州オビエドに生まれる。14歳まで地元の公立学校に通い、私立の高等学校に進学。15歳の時に父の転勤に伴い、マドリードの高校へ転校する。そこで、最初の夫となる教師のアロンソ・ゲレーロ (Alonso Guerrero) と出会う。その後、マドリードのコンプルテンセ大学情報学部に進学、情報科学を専攻し、1995年にジャーナリズムの学士号を取得する。
大学卒業後は、オーディオ・ビジュアル・ジャーナリスト学院で修士号を履修する。その後メキシコに渡り、卒業はしていないがジャーナリズムの分野でドクター・コースを受講している。
スペインに帰国後、24時間ニュースチャンネルのCNN+やブルームバーグテレビジョンのスペイン支局で働き始め、2000年からスペイン国営放送テレビション・エスパニョーラに出演するようになった。
1998年、マドリードの高校時代の教師ゲレーロと10年の交際期間を経て結婚するが、1年後に離婚した。
2001年には30歳以下の優れたジャーナリストに贈られるLarra賞を受賞している。海外特派員として、アメリカ同時多発テロやイラク戦争を取材したこともある。

### スペイン王室へ
2002年10月、知人宅で催された夕食会でアストゥリアス公フェリペと出会う。2人はすぐに意気投合するも、この時フェリペはまだレティシアに対して特別な感情は持っていなかった。
2003年春、正式に交際がスタートする。デートを重ね、9月中旬には国王フアン・カルロス1世夫妻に紹介された。ソフィア王妃の伝記の著者によると、フェリペは「彼女と結婚できないのなら王冠を捨ててもいい」と断言したとのことである。
同年11月1日、フェリペとの婚約が発表された。
スペイン・ボルボン家が民間出身の、しかも離婚歴のある妃を迎えるのは彼女が初である。
2004年5月22日成婚。マドリードで2ヶ月前に列車爆破事件が起きたばかりで、2万人近くの警官、保安要員を動員、上空には空軍の偵察機が飛ぶという厳戒態勢が敷かれた。
2005年10月31日に長女レオノール（Leonor）王女が誕生、2007年4月29日次女ソフィア（Sofía）王女が誕生した。

### 王妃として
2014年、フェリペ6世が王位についたため王妃となる。
2017年4月4日、国王とともに来日。5日には皇居を訪れ、天皇・皇后と懇談したほか、7日には天皇・皇后とともに静岡県を訪問。静岡県地震防災センターや富士山本宮浅間大社を訪問した。
2019年10月22日、国王とともに来日。「即位礼正殿の儀」に出席した。即位礼正殿の儀終了後に天皇・皇后と面会した際に、「即位礼正殿の儀は大変素晴らしかった」と感想を述べ、皇后雅子には抱擁をして激励する場面があった。
2020年12月14日、ハリケーンの被害を受けたホンジュラスを訪問。被災地を視察して支援物資を寄贈した。フアン・オルランド・エルナンデス大統領夫妻とも面会。

## 家族
父ヘスス・ホセ・オルティス・アルバレス（Jesús José Ortiz Álvarez）はジャーナリストで、全国放送アンテナ3ラジオ（Antena 3 Radio）のアストゥリアスでの創設者で、1987年まで責任者を務めた。母マリア・パローマ・ロカソラーノ・ロドリゲス（María Paloma Rocasolano Rodríguez）は看護師で、マドリードの病院に勤めている。祖母メンチュ・アルバレス・デル・バジェ (Menchu Álvarez del Valle) はアストゥリアスでは有名なラジオ・アナウンサーだった。両親は1999年に離婚している。
テルマ (Telma) とエリカ (Érika) の2人の妹がおり、テルマは国境なき医師団の一員として2008年3月に出産帰国するまで活躍。エリカは2007年2月6日、大量の薬物を服用し、6歳の女児を残して自殺している。
レティシア (Letizia) という名前は、通常スペインでは“Leticia”と“C”を使って書かれるが、彼女の場合“Z”が使われている。これは、当時出生届を受理した市役所の担当のイタリア人の誤記入によるものだと言われている。フェリペとの婚約発表以来、“Letizia”と名付けられる新生児が急増した。

## その他
2005年（平成17年）6月2日、フェリペと共に結婚後初めて日本を訪問、皇居での晩餐会に出席した。同年6月5日、開催期間中であった「愛・地球博」を訪れた。その12年後の2017年（平成29年）4月、夫のスペイン国王フェリペ6世と共に王妃として訪日し、天皇明仁及び皇后美智子（いずれも当時）と会見。
2013年4月、フェリペと出会う前に、「スペインでは違法な人工妊娠中絶手術を受けていた」と主張する暴露本が出版された。執筆者はレティシアのいとこである。
2014年、マドリードで行われたイールズのコンサートに、お忍びで来場。ジーンズにレザージャケット姿の写真がスペインの紙面を飾った。